# АІ-12
АІ-12 - радянський поршневий 7-циліндровий зіркоподібний чотиритактний авіаційний двигун повітряного охолодження. Створений на базі двигунів АІ-10 і АІ-14. Двигун проходив льотні випробування на літаках Як-18М і По-2. Виготовлена дослідна партія з 4 двигунів.